# 青山武憲
青山 武憲（あおやま たけのり、1942年11月13日 - ）は、日本の法学者。専門は憲法。元日本大学法学部教授。

## 人物
熊本県出身。慶應義塾大学法学部法律学科卒業、日本大学大学院博士課程中に日本大学法学部助手に採用されたために中退。亜細亜大学法学部教授を経て日本大学法学部教授。防衛法学会理事、比較憲法学会理事、防衛施設中央審議会会長などを歴任。
2015年に第3次安倍内閣が提出した平和安全法制関連法案をめぐる議論においては、法案を「合憲」とする立場をとった。

## 著書
- 『人権宣言論』ゲオルグ・イェリネック著　渡辺信英・青山武憲訳(南窓社、1978年)
- 『憲法九条関係判例集』（啓正社、1992年）
- 『憲法講義』（八千代出版、1995年）
- 『法学・憲法講義』（八千代出版、1995年）
- 『平成日本を考える』（八千代出版、1996年）
- 『やさしい行政法』（八千代出版、1999年）
- 『新訂憲法』（啓正社、2000年）
- 『法学入門』（成蹊堂、2003年）